# Game Machine
Game Machine (ゲームマシン?, Gēmu Mashin) è stata una rivista giapponese di videogiochi pubblicata da Amusement Press. Il primo numero venne pubblicato nel 1974, mentre l'ultimo a giugno 2002.
Inizialmente dedicata principalmente ai parchi di divertimento e alle sale giochi dei grandi magazzini, in seguito al successo di Space Invaders del 1978, le seconde divennero il principale argomento. Fino agli anni novanta il periodico fu una delle principali fonti d'informazione per il mondo videoludico estero e nazionale: con l'avvento delle console domestiche e l'apertura totale del mercato tuttavia perse sempre più terreno, fino a venir sospesa nella pubblicazione a giugno 2002.